# 5626 Melissabrucker
Az 5626 Melissabrucker (ideiglenes jelöléssel (5626) 1991 FE) egy földközeli kisbolygó. Spacewatch fedezte fel 1991. március 18-án.